# Luann Ryon
Luann Marie Ryon (* 13. Januar 1953 in Long Beach, Kalifornien; † 27. Dezember 2022 in Riverside) war eine US-amerikanische Bogenschützin und Olympiasiegerin.
Sie nahm an den Olympischen Sommerspielen 1976 in Montreal teil. Dort gewann sie die Goldmedaille im Einzelwettbewerb. Ein Jahr später wurde sie sowohl im Einzel als auch mit der Mannschaft Weltmeisterin und gewann bei den Panamerikanischen Spielen 1983, ebenfalls in beiden Disziplinen, die Goldmedaille.